# Bitwa pod Kockiem (VI 1831)
Bitwa pod Kockiem – bitwa stoczona w dniach 17–20 czerwca 1831 roku podczas powstania listopadowego.
Uczestniczący w wyprawie łysobyckiej generała Antoniego Jankowskiego pułkownik Samuel Józef Różycki, który dowodził grupą liczącą 1 baon i 3 szwadrony około 14 czerwca opanował Kock. Rankiem 17 czerwca na stojące w Kocku wojska polskie uderzyła rosyjska grupa generała Kwitnickiego licząca 12 szwadronów i 2 działa. Żołnierze Różyckiego odparli atak, a następnie wieczorem opuścili Kock. W ślad za cofającymi się Polakami ruszyły w pościg wojska rosyjskie.
Gdy Samuel Różycki otrzymał wieść o zbliżaniu się wojsk polskich pod wodzą generała Ramoriny, zawrócił do Kocka i znów obsadził miasto. Ponownie został zaatakowany przez Rosjan 20 czerwca, jednak i tym razem Polacy odparli uderzenie. Jeszcze tego samego dnia Różycki po raz drugi opuścił Kock.